# Cauciuc natural

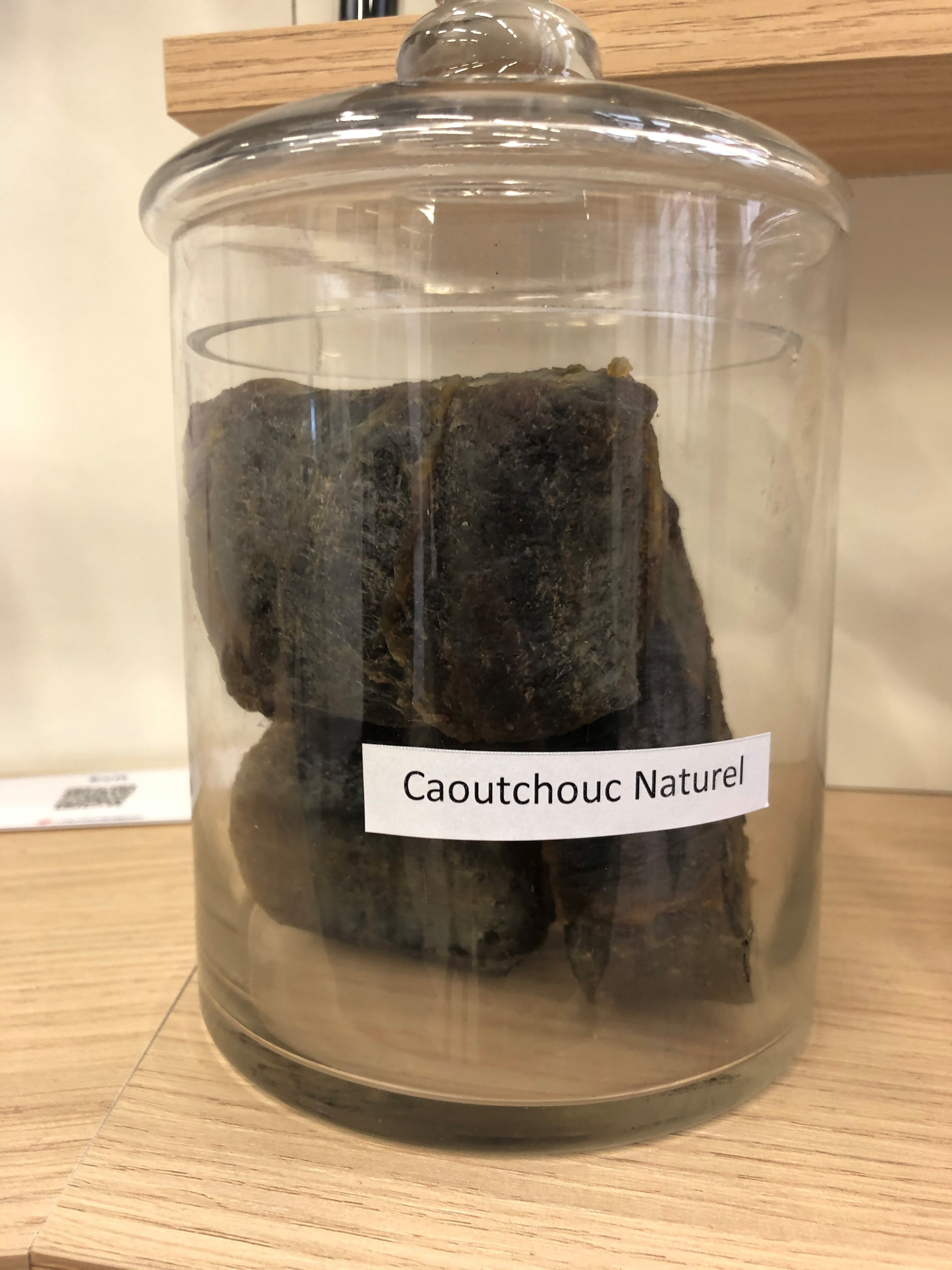
Cauciuc natural vulcanizat

Cauciucul natural este format din polimeri ai compusului organic izopren, cu impurități minore de alți compuși organici. Thailanda, Malaysia, Indonezia și Cambodgia sunt patru dintre principalii producători de cauciuc.